# Ramechhap (dystrykt)

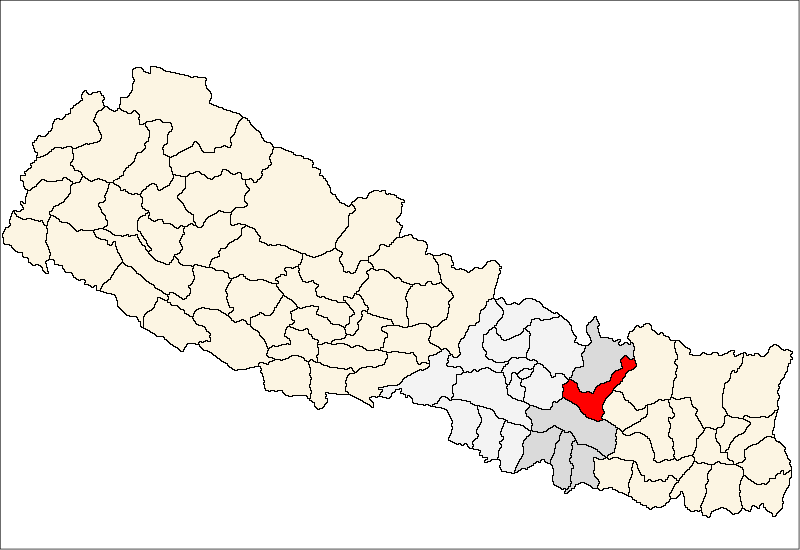
Dystrykt Ramechhap

Dystrykt Ramechhap (nep. रामेछाप) – jeden z siedemdziesięciu pięciu dystryktów Nepalu. Leży w strefie Dźanakpur. Dystrykt ten zajmuje powierzchnię 1546 km², w 2011 r. zamieszkiwało go 202 646 ludzi. Stolicą jest Ramechhap.